# Оставление без абшида
Оставление без абшида (нем. Abschied — расставание, прощание, отставка, увольнение) — наказание, применявшееся в XVIII веке для выдворяемых из России иностранцев. Суть его заключалась в том, что выдворяемый не получал полагающегося ему паспорта-отпуска («абшида») и, тем самым, необходимых для новой службы рекомендаций. Равносильно изгнанию с позором, ибо за такими людьми изначально тянулась дурная слава.
Высланный из России в связи с указом 1742 года об изгнании евреев доктор Санхес, который пользовал государыню, бедствовал в Париже, так как, «не получа абшида», не мог «с пристойностию, как честный человек, ни в какую службу вступить…»